# Mitzi With
Mitzi With (1902 – ...) è stata una schermitrice danese, vincitrice di una medaglia d'oro e due di bronzo ai Campionati Internazionali di scherma.